# Idaea egenaria
Idaea egenaria är en fjärilsart som beskrevs av Walker 1861. Idaea egenaria ingår i släktet Idaea och familjen mätare. Inga underarter finns listade i Catalogue of Life.